# Доброшане
 Тази статия е за селото в Кумановско.  За селото в Щипско вижте Доброшани.  
Доброшане или Доброшани (на македонска литературна норма: Доброшане; на албански: Dobroshani) е село в Северна Македония, в община Куманово.

## География
Селото е разположено в областта Жеглигово на три километра южно от общинския център Куманово, в близост до десния бряг на река Пчиня.

## История
В края на XIX век Доброшане е българско село в Кумановска каза на Османската империя. Според статистиката на Васил Кънчов („Македония. Етнография и статистика“) от 1900 година Добрѣшани е село, населявано от 190 жители българи християни.
Според патриаршеския митрополит Фирмилиан в 1902 година в селото има 18 сръбски патриаршистки къщи. След Илинденското въстание в 1904 година цялото село минава под върховенството на Българската екзархия. По данни на секретаря на екзархията Димитър Мишев („La Macédoine et sa Population Chrétienne“) в 1905 година в Добрашани има 144 българи екзархисти.
При избухването на Балканската война в 1912 година 1 човек от Доброшане е доброволец в Македоно-одринското опълчение. Селото остава в Сърбия след Междусъюзническата война в 1913 година.
Според преброяването от 1994 година Доброшане има 1384 жители, от които 1298 северномакедонци 38 власи, 29 роми и 19 сърби. Според преброяването от 2002 година селото има 1655 жители.
| Националност     | Всичко |
| северномакедонци | 1571   |
| албанци          | 0      |
| турци            | 0      |
| роми             | 24     |
| власи            | 39     |
| сърби            | 17     |
| бошняци          | 1      |
| други            | 3      |